# Chilonis
Chilonis var en spartansk prinsessa och drottning, dotter till Leonidas II, gift med Kleombrotus II, syster till Kleomenes III, och farmor till Agesipolis III. Hon var berömd för den spartanska lojalitet hon visade mot både sin far och sin make. 
Hon var dotter till Leonidas II och Cratesiclea och syster till Kleomenes III.  År 272 avsattes hennes far av Lysander och ersattes av hennes make Kleombrotus II.  Hon valde då att följa sin far i exil av lojalitet mot honom. Följande år återvände hennes far till Sparta och återtog dess tron. Han planerade då att avrätta sin svärson, men Chilonis bad honom framgångsrikt att avstå och istället förvisa hennes make. Hon valde sedan att följa sin make i exil av lojalitet mot honom. Hennes far avled 235 och efterträddes av hennes bror Kleomenes III. Vid hennes brors död 219 efterträddes han av hennes sonson, Agesipolis III.